# نجس‌ها

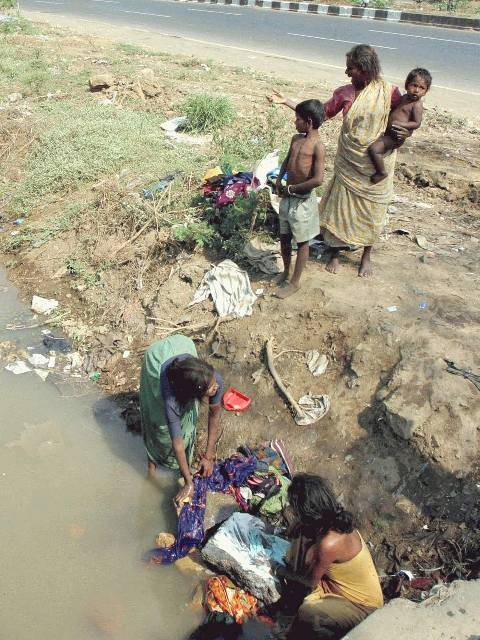
مادر فقیر در حال شستشو در هند

نجس‌ها (انگلیسی: Untouchability) به معنای واقعی آن، توهین به یک گروه اقلیت با جداسازی آنها از اکثریت بر اساس عرف اجتماعی یا حکم قانونی است. این اصطلاح معمولاً به جوامع دالیت در شبه‌قاره هند که غیرقابل لمس یا نجس تلقی می‌شوند، اشاره دارد. این اصطلاح همچنین برای اشاره به گروه‌های دیگر از جمله بوراکومین ژاپن، باکجئونگ کره و راگیابپای در کشور تبت و همچنین مردم کولی و کاگوت در اروپا و الاخدم در یمن اشاره دارد.